# 波斯拉 (康乃狄克州)
波斯拉（英語：Bozrah）是一個位於美國康乃狄克州新倫敦縣的城鎮。

## 地理
波斯拉的座標為41°33′00″N 72°11′00″W / 41.55000°N 72.18333°W，而該地的平均海拔高度為55米（即180英尺）。

## 人口
根據2010年美國人口普查的數據，波斯拉的面積為52.40平方千米，當中陸地面積為51.70平方千米，而水域面積為0.70平方千米。當地共有人口2627人，而人口密度為每平方千米50.13人。